# Bruno Romano (politico)
Bruno Romano (Napoli, 4 aprile 1920 – 16 aprile 1975) è stato un politico italiano.

## Attività politica
Nel 1958 fu eletto deputato il Partito Monarchico Popolare. Allo scioglimento di questo gruppo, passò al Partito Democratico Italiano e poi dopo un anno al PSDI. Restò a Montecitorio fino al 1968.
Viene ricordato principalmente per la sua proposta di legge per rendere illegale l'omosessualità, con pene fino a 20 anni di reclusione. Tale proposta generò scalpore ma non arrivò mai in aula.